# Лёвинцы (Оричевский район)
Лёвинцы — посёлок городского типа в Оричевском районе Кировской области, образует Лёвинское городское поселение.

## География
Посёлок расположен 11 км к востоку от райцентра Оричи, в 6 км от железнодорожной станции Стрижи на линии Киров — Котельнич.

## История
В конце 1970-х годов в Оричевском районе Кировской области на месте деревни Лёвинцы было решено строить крупный объект НИИ микробиологии Министерства обороны СССР, которому было дано название Киров-200. Первым начальником строительства был Г.Ф. Глушков.
Первопоселенцы, военные строители, прибыли на земли колхоза имени Кирова летом 1981 года с другого объекта на севере Кировской области. С осени 1981 года по май 1982 года были построены: 6 казарм, столовая, котельная, 3 склада, баня, комендатура, штаб двух войсковых частей (командиры — майор Райс и майор Шутов). В строительстве объекта и городка участвовало до 20 воинских частей. В июне 1982 года на строительстве значилось примерно 800 солдат, а в июне 1984 года — уже от нескольких тысяч.
Вокруг строящегося объекта (в основе которого была производственно-складская и лабораторная база) с 1983 года разворачивалось строительство прилегающей инфраструктуры и военного городка в статусе ЗАТО. Для нужд строительства была организована крупная база военно-строительного отряда на въезде в город, а также завод железобетонных изделий в пгт. Стрижи.
Первый дом был построен и сдан в феврале 1985 году и отапливался небольшой котельной.
В 1987 году вошла в строй действующих основная котельная комплекса, оснащённая четырьмя котлами. В 1996 году была переведена с мазута на природный газ.
В июне 1987 года открыт детсад «Лесовичок» на 140 мест. Началось строительство госпиталя.
В 1987-1988-хх годах проложены дороги, тротуары. Построены общежитие на 240 мест, служебно-техническое здание (СТЗ), где разместились отделение милиции и контрольно-пропускной пункт.
В 1989-м открыт торговый центр.
В сентябре 1990 года начались занятия в средней школе. До этого дети учились в здании детского сада, либо ездили в соседние поселковые школы.
В 1992 году с образованием Министерства обороны Российской Федерации объект был передан в соответствующее ведомство.
В 1990-е годы городок переживал кризис, характерный для этого периода. В эти времена начальником строительства был Цырен Цыренович Цыдендамбаев. Так, например, некоторые стройки в городке были заморожены и впоследствии заброшены, среди них: два пятиэтажных панельных дома на 60 квартир оба (ул. 70-летия Октября, 113), городской госпиталь, вторая очередь биологического завода (были возведены и не достроены два крупных корпуса). Стоит отметить, что в 90-е всё же был построен крупный и важный объект — детский сад «Сказка». Также планировалось довести количество жителей до 6 тысяч, построить клуб на 600 мест, спорткомплекс со стадионом, теннисными кортами и бассейном, банно-прачечный комбинат и церковь (видимо в 90-х). Эти планы отражены в макете, находящемся в кабинете краеведения Лёвинской средней школы.
В 2001 году состоялся первый выпуск 11-х классов средней школы.
В 2002 году президентом Российской Федерации был подписан указ, который предполагал снятие статуса ЗАТО с объекта Киров-200. Лишь в конце 2003 года городок был выведен из-под ведомства Министерства обороны РФ и был передан в ведомство Оричевской районной администрации после подписания соответствующих документов главой района Вячеславом Фёдоровичем Смирновым. Также по итогам референдума городок Киров-200 стал посёлком городского типа Лёвинцы, таким образом было возвращено историческое название. После ухода Минобороны и прекращения финансирования, городок начал переживать кризисные времена.
В 2004 году на территории бывшего завода был создан единственный в России межвузовский научно-исследовательский центр «Микробиология и биотехнология» на базе Вятского государственного университета, ректором которого до 2009 года являлся бывший директор НИИ микробиологии МО РФ генерал-майор Е. В. Пименов.
С 1 января 2006 года согласно Закону Кировской области от 07.12.2004 № 284-ЗО посёлок образует Лёвинское городское поселение.
В 2012 году в технической зоне Лёвинцев началось строительство нового производства «Нанолек». С 2014 года завод выпускает твёрдые лекарственные формы, а в ноябре 2016 года было открыто производство вакцин и фармпрепаратов.

## Структура
Объект Киров-200 был разделён на две условных зоны: жилая и техническая. Жилая зона представляет собой непосредственно городок с жилой зоной, инфраструктурой и объектами соцкультбыта.

### Техническая зона
Техническая зона (или как её называют, «техничка») включала в себя производство и вспомогательные объекты, среди них: производственно-складская база НИИ микробиологии, войсковая часть 61552 по охране завода, войсковая часть № 2, котельная, военно-строительный отряд, водоочистная станция и очистные сооружения, гаражные комплексы.

#### Производственно-складская база НИИ микробиологии (МНИЦ КП)
Точное название объекта неизвестно, однако в ряде источников именуется как «институт», «объект», «лабораторная база» или просто «завод».
Комплекс входил в НПО «Биопрепарат» и специализировался на производстве средств защиты от биологического оружия и производстве непосредственно биологического оружия на основе чумы и туляремии. На территории биологического комплекса находилось порядка 20 зданий, среди которых производственные, вспомогательные, административные и лабораторно-исследовательские корпуса. Среди прочего тут находилось общежитие на 240 мест, в котором в 1992-1993 годах располагалась учебная рота в/ч 61552. На комплексе предполагалась также научно-исследовательская и опытная деятельность.
Известно, что биологический комплекс не был достроен до конца, в частности крупнейший производственный корпус № 1001 внутри территории (снесён) и один из корпусов складской зоны за пределами территории (на западе от комплекса).
В 2001 году в газете «Московский комсомолец» вышла статья, которая рассказывала о химическом загрязнении фенолом Кирова-200 в ходе работ по демонтажу оборудования в цехах биологического комплекса. Последствиями, согласно статье, стали тяжёлые онкологические заболевания среди жителей городка, и последовавшие за этим смерти. Кроме данной статьи никакой информации о катастрофе нет.
В 2004 году биологический комплекс преобразован в Межвузовский научно-исследовательский центр коллективного пользования «Микробиология и биотехнология» ВятГУ, вследствие чего рабочие корпуса комплекса были реконструированы под новые нужды, ненужные, заброшенные и недостроенные корпуса законсервированы, часть из них снесена.

#### Котельная
Основная котельная комплекса, находящаяся на специально отведённой территории между жилой зоной и складской зоной. Была введена в эксплуатацию в 1987 году и была рассчитана на весь объект Киров-200. Была оснащена четырьмя котлами. В 1996 переведена с мазута на природный газ. После передачи городка из Минобороны в ведомство Оричевского района в 2003 году, а также после ликвидации биологического производства на комплексе, мощности котельной оказались слишком большими. Котельная претерпела сначала сокращения, а из-за работы на низких мощностях (около 8,4% в июле 2007 года) был высокий шанс аварий. Летом 2006 года котельная была остановлена на профилактику. С 2004 года в летний период не работала, была окончательно остановлена с вводом новой котельной в 2009 году.
Новая газовая блочная котельная расположилась западнее старой, между недостроенным госпиталем и в/ч 61552. Установленная мощность 10,84 Гкал/час (12,6 МВт).

#### Войсковые части 61552 и 47057
Крупнейшая войсковая часть городка. Охрана (в/ч 61552) и обслуживание (в/ч 47057) объекта Киров-200. В 1988-1990 гг. командиром был полковник Ц.Ц. Цыдендамбаев.
Новая казарма, столовая, плац, клуб, автопарк, пожарное депо, КПП технической зоны.
Расформирована в 2005 году.

#### Войсковая часть 41751
Строительный батальон. Находится западнее жилой зоны Кирова-200. Ликвидирована.

#### Войсковая часть 33922
Строительный батальон. Часть прибыла из Красноярского края. Командиры батальона: Демахин (с 1984 года), Сташко. Находится западнее жилой зоны Кирова-200. Ликвидирована.

#### Войсковая часть 28606
Автомобильный и строительный батальоны. Находится западнее жилой зоны Кирова-200. Ликвидирована.

#### Войсковая часть 14280
Автомобильный и строительный батальоны. В 1984 году передислоцировалась с Байконура в Киров-200, находилась здесь до 1992 года. Командиры батальона в Кирове-200: Гурский, подполковник Орёл, Сухов. Находится западнее жилой зоны Кирова-200. Ликвидирована.
Состояла из:
- 1-я рота (военная автомобильная): укомплектована КРАЗами, ЗИЛами. Ремонтное обеспечение автомобилей. Обеспечивали стройку объекта Киров-200 разными грузами;
- 2-я рота (стропальщики, кладовщики, сторожа): работали на КМТС;
- 3-я рота (автомобильная): укомплектована УРАЛами, ЗИЛами, оснащённые полуприцепами, УАЗы (перевозка начальства). Колонна на треть состояла из гражданских (служащие СА);
- 4-я рота (хозяйственная рота): хозобеспечение и работы на силикатном заводе в Стрижах.

#### Войсковая часть 58112
Строительный батальон. Прибыла офицерским составом (офицеры, прапорщики, сержанты, замкомандиры взвода) из Капустина Яра. Командиры батальона: Петренко (в Капустином Яре), Синдеев (в Капустином Яре и Кирове-200), Шмегирилов, Гогенко. Часть расформирована в 1991 году, состав частично переведен в соседнюю в/ч 14280. Находится западнее жилой зоны Кирова-200. Ликвидирована.

#### Военно-строительный отряд (в/ч 63593 и КМТС)
Большая территория военно-строительного отряда, на котором находилась войсковая часть 63593 и контора материально-технического снабжения. Находится в треугольнике между автодорогой 33Н-120 Киров – Стрижи – Оричи и двумя въездными дорогами на Киров-200. Ликвидирован.

#### Садоводческие товарищества
Садоводческие товарищества и дачи, разбросанные по территории городка: «Южный», «Бархан», «Луч-1». Даты основания неизвестны.

### Жилая зона
Всего в посёлке насчитывается 13 многоквартирных жилых домов (8 шт. КПД-4570 и 5 шт. 111-101) и 2 недостроенных. В городке были также построены: администрация, торговый центр, участок милиции и центральный КПП, детский сад «Сказка», средняя школа, военный лазарет (ныне поликлиника и дом престарелых).

#### СТЗ
Служебно-техническое здание, в котором при Кирове-200 размещалась милиция и главный контрольно-пропускной пункт в жилую зону. Во время юридических проблем с СТЗ после вывода из-под Минобороны, внутри размещалась музыкальная школа, которая впоследствии была перемещена в здание детского сада. На момент 2022 года является коммерческой зоной.

#### Администрация
Кирпичное пятиэтажное здание бывшего общежития для офицеров и их семей, также здание почты, построенное в 1988 году. На момент 2004 года — администрация, ЖКХ, участковый пункт милиции, почта. При здании расположен мемориал «Погибшим воинам».

#### Детский сад «Лесовичок» (поликлиника, дом престарелых)
В июне 1987 года открыт детсад «Лесовичок» на 140 мест. Типовой проект детского сада — 212-2-41/75, утверждённый Госгражданстроем в 1974 году и разработан ЦНИИЭП учебных заведений в 1975 году. После сокращения населения городка с 90-х и 2004 года детский сад был перепрофилирован под больницу. В 2004/2005 было открыто геронтологическое отделение.

#### Детский сад «Сказка»
Один из последних построенных объектов города. Введён в эксплуатацию в 90-х годах. В здании сада располагается множество кружков, молодёжных и культурных организаций.

#### Лёвинская средняя школа
Открыта в 1990 году, в 2001 году соответственно выпустила первый свой класс. До 1990 года дети учились в здании детского сада «Лесовичок».

#### Торговый центр
Открыт в 1989 году, является точкой сосредоточения бизнеса, торговли и культурно-бытового обслуживания.

#### Гаражи
В жилой зоне размещён ряд гаражно-стояночных комплексов: северный комплекс за СТЗ и три гаражные линии вдоль южного периметра.

#### Недостроенный госпиталь
Строительство госпиталя в Кирове-200 началось в 1987 году и завершено не было. Представляет собой крупный корпус в форме «Н». Является популярным местом времяпрепровождения лёвинской молодёжи.

## Население
| 2009  | 2010  | 2012  | 2013  | 2014  | 2015  | 2016  |
| ----- | ----- | ----- | ----- | ----- | ----- | ----- |
| 2526  | ↘2145 | ↗2195 | ↗2284 | ↘2260 | ↗2275 | ↘2260 |
| 2017  | 2018  | 2019  | 2020  | 2021  |       |       |
| ↘2257 | ↘2222 | ↘2153 | ↗2169 | ↘1858 |       |       |

## Культура
Лёв-Кино
В 2002 году, при средней общеобразовательной школе, создана медиастудия «Лёв-Кино». Студия начиналась с участия кружка любителей информатики в международных проектах «Молодежь и знания», затем был кружок кинолюбителей, позже превратившийся в медиастудию. Студия снимает короткометражные фильмы, информационные сюжеты и передачи, создаёт сетевые и печатные газеты, занимается созданием и администрированием блогов, осуществляет информационную поддержку деятельности детских оздоровительно-образовательных центров (ВДЦ «Орлёнок», МДЦ «Артек», ФДЦ «Смена», ДООЦ «Команда» и др), информационное освещение крупнейших всероссийских проектов (Всероссийский Форум будущих интеллектуальных лидеров России, Всероссийский Форум «Дети — детям!»). Первым шагом студии было создание телепередачи «Школьные новости», выходившей в эфир в посёлке Лёвинцах. Школьники самостоятельно делали репортажи, снимали интересные события посёлка, района, области, сами монтировали и транслировали телепередачи на Лёвинском кабельном телевидении.
Студия — многократный участник и призёр всероссийских и международных фестивалей, форумов и конкурсов. Всего за 18 лет работы медиа-студия и её участники получили более 500 дипломов, семь выпускников награждены Премиями для поддержки талантливой молодёжи Президента Российской Федерации. 
Руководитель студии Кузьмина Маргарита Витальевна, кандидат педагогических наук, доцент института развития образования Кировской области, учитель информатики высшей квалификационной категории МОКУ СОШ пгт. Лёвинцы, эксперт Ассоциации специалистов медиаобразования России, член ассоциации кинообразования и медиапедагогики России, автор более 200 публикаций по вопросам отечественного медиаобразования, председатель Кировского регионального отделения общероссийской общественной детской организации «Лига юных журналистов», руководитель очно-заочной школы юных журналистов, сетевой газеты «Технопарк юных» и информационно-справочного журнала «Технопарк юных».